# Hällestads socken, Östergötland
Hällestads socken i Östergötland ingick i Finspånga läns härad, ingår sedan 1971 i Finspångs kommun och motsvarar från 2016 Hällestads distrikt.
Socknens areal är 326,24 kvadratkilometer, varav 300,19 land. År 2000 fanns här 3 121 invånare. Tätorterna Sonstorp, Borggård, Ljusfallshammar och Grytgöl samt tätorten Hällestad med sockenkyrkan Hällestads kyrka ligger i denna socken. 

## Administrativ historik
Hällestads socken har medeltida ursprung. 
Vid kommunreformen 1862 övergick socknens ansvar för de kyrkliga frågorna till Hällestads församling och för de borgerliga frågorna till Hällestads landskommun. Landskommunen ingår sedan 1971 i Finspångs kommun. Församlingen uppgick 2013 i Finspångs församling.
1 januari 2016 inrättades distriktet Hällestad, med samma omfattning som församlingen hade 1999/2000.
Socknen har tillhört samma fögderier och domsagor som Finspånga läns härad. De indelta soldaterna tillhörde  Första livgrenadjärregementet och Andra livgrenadjärregementet, Bergslags kompani.

## Geografi
Hällestads socken ligger kring Finspångsåns källflöden. Socknen är i söder och kring kyrkbyn en slättbygd och i väster och i norr en sjörik kuperad skogsbygd avgränsade av förkastningsbranter.

## Fornlämningar
Kända från socknen är stensättningar, fyra gravfält och en fornborg från järnåldern.

## Namnet
Namnet (1316 Herlastadh) kommer från prästgården. Förleden kan innehålla mansnamnet Härlev. Efterleden är sta(d), 'ställe'.

### Fotnoter
1. 1 2  Svensk Uppslagsbok andra upplagan 1947–1955: Hällestad socken
2. 1 2  Harlén, Hans; Harlén Eivy (2003). Sverige från A till Ö: geografisk-historisk uppslagsbok. Stockholm: Kommentus. Libris 9337075. ISBN 91-7345-139-8
3. ↑  ”Församlingar”. Statistiska centralbyrån. https://www.scb.se/hitta-statistik/regional-statistik-och-kartor/regionala-indelningar/forsamlingar/. Läst 30 december 2022.
4. ↑  Administrativ historik för Hällestad socken (Klicka på församlingsposten). Källa: Nationella arkivdatabasen, Riksarkivet.
5. 1 2  Sjögren, Otto (1931). Sverige geografisk beskrivning del 2 Östergötlands, Jönköpings, Kronobergs, Kalmar och Gotlands län. Stockholm: Wahlström & Widstrand. Libris 9939
6. 1 2  Nationalencyklopedin
7. ↑  Fornlämningar, Statens historiska museum: Hällestads socken, Östergötland
8. ↑  Fornminnesregistret, Riksantikvarieämbetet: Hällestads socken, Östergötland Fornminnen i socknen erhålls på kartan genom att skriva in sockennamn (utan "socken") i "Ange geografiskt område"
9. ↑  Mats Wahlberg, red (2003). Svenskt ortnamnslexikon. Uppsala: Institutet för språk och folkminnen. Libris 8998039. ISBN 91-7229-020-X. https://isof.diva-portal.org/smash/get/diva2:1175717/FULLTEXT02.pdf